# Тит Статилий Максим
Тит Статилий Максим (лат. Titus Statilius Maximus) — римский политический деятель.
Отцом Максима консул-суффект около 117 года Тит Статилий Максим Север Адриан. Сенаторская семья Статилиев Максимов, начиная с Тита Статилия Максима Севера Адриана стала принадлежать также и к консульским семьям. По все видимости, их род происходил из Сирии, так как Тит Статилий Максим Север был патроном Гелиополя.
В 144 году Максим занимал должность ординарного вместе с Луцием Гедием Руфом Лоллианом Авитом. В 157/158 году он был проконсулом Азии.
Скорее всего, его сыном был консул 171 года Тит Статилий Север.